# Макнелли (лунный кратер)
Кратер Макнелли (лат. McNally) — крупный ударный кратер в северном полушарии обратной стороны Луны. Название присвоено в честь американского астронома Пола Макнелли (1890—1955) и утверждено Международным астрономическим союзом в 1970 г.

## Описание кратера
Ближайшими соседями кратера Макнелли являются кратеры Бронк и Бобоне на северо-западе; кратер Ковалевская на севере; кратер Хатанака на северо-востоке; кратер Комсток на востоке; кратер Ферсман на юге и кратер Пойнтинг на юго-западе. Селенографические координаты центра кратера 22°30′ с. ш. 127°39′ з. д. / 22,5° с. ш. 127,65° з. д., диаметр 47,0 км, глубина 2,3 км.
Кратер Макнелли имеет циркулярную форму и значительно разрушен. Вал сглажен, в северной части прорезан цепочкой из трех кратеров, в юго-восточной части перекрыт группой кратеров различного размера. Внутренний склон широкий и гладкий. Дно чаши ровное, испещрено множеством мелких кратеров, не имеет приметных структур.

## Сателлитные кратеры
| Макнелли | Координаты                                              | Диаметр, км |
| -------- | ------------------------------------------------------- | ----------- |
| T        | 22°20′ с. ш. 129°34′ з. д. / 22,33° с. ш. 129,57° з. д. | 20,6        |
| Y        | 24°05′ с. ш. 128°01′ з. д. / 24,08° с. ш. 128,02° з. д. | 19,8        |